# Nokoreach
Nokoreach (បទនគររាជ) è l'Inno Nazionale della Cambogia.

## L'inno
| khmer | Translitterazione | Traduzione in italiano |
| --- | --- | --- |
| សូមពួកទេវត្តា រក្សាមហាក្សត្រយើង អោយបានរុងរឿង ដោយជ័យមង្គលសិរីសួស្តី យើងខ្ញុំព្រះអង្គ សូមជ្រកក្រោមម្លប់ព្រះបារមី នៃព្រះនរបតី វង្សក្សត្រាដែលសាងប្រាសាទថ្ម គ្រប់គ្រងដែនខ្មែរ បុរាណថ្កើងថ្កាន។ ប្រាសាទសីលា កំបាំងកណ្តាលព្រៃ គួរអោយស្រមៃ នឹកដល់យសស័ក្តិមហានគរ ជាតិខ្មែរដូចថ្មគង់វង្សនៅល្អរឹងប៉ឹងជំហរ យើងសង្ឃឹមពរ ភ័ព្វព្រេងសំណាងរបស់កម្ពុជា មហារដ្ឋកើតមាន យូរអង្វែងហើយ។ គ្រប់វត្តអារាម ឮតែសូរស័ព្ទធម៌ សូត្រដោយអំណរ រំឮកគុណពុទ្ធសាសនា ចូរយើងជាអ្នក ជឿជាក់ស្មោះស្ម័គ្រតាមបែបដូនតា គង់តែទេវត្តានឹងជួយជ្រោមជ្រែង ផ្គត់ផ្គង់ប្រយោជន៍ឱយ ដល់ប្រទេសខ្មែរ ជាមហានគរ។ | Som pouk tepda rak sa moha khsath yeung Oy ben roung roeung doy chey monkol srey soursdey Yeung Khnom preah ang som chrok Krom molup preah Baromey Ney preah Noropdey vong Khsattra del sang preah sat thmr Kroup Kraung dèn Khmer borann thkoeung thkann. Prasath séla kombang kan dal prey Kuor oy srmay noeuk dl yuos sak Moha Nokor Cheat Khmer dauch Thmar kong vong ny lar rung peung chom hor. Yeung sang Khim por pheap preng samnang robuos Kampuchea. Moha rth koeut mien you ang veanh hey. Kroup vath aram lu tè so sap thoeur Sot doy am no rom lik koun poth sasna Chol yeung chea neak thioeur thiak smos smak tam bep donnta Kong tè thévoda nùng chuoy chrom chrèng phkot phkang pra yoch oy Dol prateah Khmer chea Moha Nokor. | Il paradiso protegge il nostro re E gli dà felicità e gloria Per regnare sulle nostre anime e sui nostri destini, Quello che è, erede dei costruttori sovrani, Guidando il fiero vecchio Regno. I templi sono addormentati nella foresta, Ricordando lo splendore di Moha Nokor. Come una roccia, la razza Khmer è eterna. Ci affidiamo al destino della Cambogia, L'impero che sfida le età. Le canzoni si alzano dalle pagode Alla gloria della fede buddista santa. Siamo fedeli alla fede dei nostri antenati. Così il paradiso esaurirà la sua bontà Verso l'antico paese Khmer, il Moha Nokor. Siamo fedeli alla fede dei nostri antenati. Così il paradiso esaurirà la sua bontà Verso l'antico paese Khmer, il Moha Nokor. |